# Frosinone Calcio
Frosinone Calcio (phát âm tiếng Ý: [froziˈnoːne] ⓘ) là một câu lạc bộ bóng đá chuyên nghiệp của Ý có trụ sở tại Frosinone, Lazio. Câu lạc bộ được thành lập vào ngày 5 tháng 3 năm 1906 với tên Unione Sportiva Frusinate, nhưng thông thường năm 1928 được coi là thời điểm bắt đầu các hoạt động cạnh tranh có tầm quan trọng đáng kể. Sau khi bị Liên đoàn bóng đá Ý hủy bỏ, đội được thành lập lại vào năm 1959 và năm 1990. Trong mùa giải 2014–15 câu lạc bộ đã chơi ở Serie B lần thứ sáu trong lịch sử. Câu lạc bộ đã giành được lần đầu tiên thăng hạng lên giải đấu hàng đầu Serie A trong mùa giải 2015–16 nhưng đã bị xuống hạng trở lại Serie B chỉ sau một mùa giải. Mùa giải 2018–19 đội đã được thăng hạng lên Serie A lần thứ hai.
Sau truyền thống lâu đời chơi ở Serie C, trong những năm gần đây, sau đợt thăng hạng lịch sử diễn ra vào mùa giải 2005–06, câu lạc bộ đã tham gia 5 mùa giải liên tiếp ở Serie B, trở thành, sau hai đội ở Roma, đội đáng chú ý thứ ba của khu vực Lazio. Trong lịch sử câu lạc bộ ở cấp quốc gia, Frosinone đã giành được hai chức vô địch Serie C2 (1986–87 và 2003–04) và hai chức vô địch Serie D (1965–66 và 1970–71). Vào ngày 16 tháng 5 năm 2015, Ciociari, với chiến thắng 3–1 trước Crotone, giành được suất thăng hạng lịch sử đầu tiên của họ lên Serie A.

## Cầu thủ

### Đội hình hiện tại
Tính đến ngày 30/8/2024.
Ghi chú: Quốc kỳ chỉ đội tuyển quốc gia được xác định rõ trong điều lệ tư cách FIFA. Các cầu thủ có thể giữ hơn một quốc tịch ngoài FIFA.
| Số | VT | Quốc gia         | Cầu thủ                              |
| -- | -- | ---------------- | ------------------------------------ |
| 1  | TM | Ý                | Pierluigi Frattali                   |
| 3  | HV | Ý                | Riccardo Marchizza (đội trưởng)      |
| 4  | HV | Ý                | Davide Biraschi                      |
| 5  | HV | Ý                | Giorgio Cittadini (mượn từ Atalanta) |
| 6  | HV | Serbia           | Lazar Žaknić                         |
| 7  | TĐ | Pháp             | Farès Ghedjemis                      |
| 8  | TV | Thổ Nhĩ Kỳ       | İsak Vural                           |
| 9  | TĐ | Albania          | Marvin Çuni                          |
| 10 | TĐ | Ý                | Giuseppe Ambrosino (mượn từ Napoli)  |
| 11 | TĐ | Slovenia         | Tjaš Begić (mượn từ Parma)           |
| 12 | TM | Ý                | Francesco Minicangeli                |
| 14 | TV | Ý                | Francesco Gelli                      |
| 15 | TV | Ý                | Hamza Haoudi                         |
| 16 | TV | Ý                | Luca Garritano                       |
| 17 | TV | Gruzia           | Giorgi Kvernadze                     |
| 19 | TV | Cộng hòa Ireland | Justin Ferizaj                       |
| 20 | HV | Gabon            | Anthony Oyono                        |

| Số | VT | Quốc gia        | Cầu thủ                                |
| -- | -- | --------------- | -------------------------------------- |
| 21 | HV | Gabon           | Jérémy Oyono                           |
| 23 | HV | Albania         | Sergio Kalaj                           |
| 25 | HV | Ba Lan          | Przemysław Szymiński                   |
| 27 | TĐ | Ý               | Luigi Canotto                          |
| 28 | TĐ | Ý               | Filippo Distefano (mượn từ Fiorentina) |
| 30 | HV | Ý               | Ilario Monterisi (đội phó thứ 2)       |
| 31 | TM | Ý               | Michele Cerofolini                     |
| 47 | HV | Brasil          | Mateus Lusuardi                        |
| 55 | TV | Gambia          | Ebrima Darboe (mượn từ AS Roma)        |
| 79 | HV | Ý               | Gabriele Bracaglia                     |
| 90 | TV | Ý               | Emanuele Pecorino (mượn từ Juventus)   |
| 99 | TĐ | Sénégal         | Fallou Sene (mượn từ Fiorentina)       |
| —  | TM | Ý               | Alessandro Sorrentino (mượn từ Monza)  |
| —  | HV | Ý               | Davide Bettella                        |
| —  | TV | Guinea Xích Đạo | José Machín (mượn từ Monza)            |
| —  | TĐ | Ý               | Anthony Partipilo (mượn từ Parma)      |
| —  | TĐ | Ý               | Frank Tsadjout (mượn từ Cremonese)     |

### Cho mượn
Tính đến ngày 29/8/2024
Ghi chú: Quốc kỳ chỉ đội tuyển quốc gia được xác định rõ trong điều lệ tư cách FIFA. Các cầu thủ có thể giữ hơn một quốc tịch ngoài FIFA.
| Số | VT | Quốc gia | Cầu thủ                                        |
| -- | -- | -------- | ---------------------------------------------- |
| —  | TM | Ý        | Lorenzo Palmisani (tại Lucchese đến 30/6/2025) |
| —  | HV | Ý        | Evan Bouabre (tại Pergolettese đến 30/6/2025)  |
| —  | HV | Ý        | Simone Romagnoli (tại Sampdoria đến 30/6/2025) |

| Số | VT | Quốc gia | Cầu thủ                                         |
| -- | -- | -------- | ----------------------------------------------- |
| —  | TV | Ý        | Luca Mazzitelli (tại Como đến 30/6/2025)        |
| —  | TV | Ý        | Marco Brescianini (tại Atalanta đến 30/6/2025)  |
| —  | TĐ | Ý        | Alessandro Selvini (tại Lucchese đến 30/6/2025) |

### Primavera
Ghi chú: Quốc kỳ chỉ đội tuyển quốc gia được xác định rõ trong điều lệ tư cách FIFA. Các cầu thủ có thể giữ hơn một quốc tịch ngoài FIFA.
| Số | VT | Quốc gia     | Cầu thủ               |
| -- | -- | ------------ | --------------------- |
| 13 | HV | Slovenia     | Matjaž Kamenšek-Pahič |
| 28 | HV | Cộng hòa Séc | Daniel Macej          |

| Số | VT | Quốc gia | Cầu thủ           |
| -- | -- | -------- | ----------------- |
| 37 | TM | Ý        | Lorenzo Palmisani |

## Ban huấn luyện
| Vị trí                   | Tên                            |
| ------------------------ | ------------------------------ |
| Huấn luyện viên          | Eusebio Di Francesco           |
| Trợ lý huấn luyện viên   | Pierluigi Iervese              |
| Huấn luyện viên kỹ thuật | Giancarlo Marini Nicola Caccia |
| Huấn luyện viên thủ môn  | Catello Senatore               |
| Huấn luyện viên thể thao | Massimo Neri Gianluca Capogna  |
| Phân tích trận đấu       | Stefano Romano                 |
| Nhà vật lý trị liệu      | Gianluca Capogna               |
| Bác sĩ trưởng            | Sandra Spaziani                |
| Bác sĩ                   | Claudio Raviglia               |

## Danh hiệu

### Quốc nội

#### Hạng đấu
- Serie B
  - Vô địch: 2022–23
- Serie C2
  - Vô địch (2): 1986–87 (bảng D), 2003–04 (bảng C)
- Serie D
  - Vô địch (2): 1965–66 (bảng D), 1970–71 (bảng F)

#### Khu vực
- Terza Divisione
  - Vô địch (1): 1932–33
- Seconda Divisione
  - Vô địch (2): 1933–34, 1945–46 (bảng E)
- Prima Categoria
  - Vô địch (1): 1962–63

#### Cúp quốc gia
- Coppa Italia Serie C
  - Á quân (1): 2004–05

#### Trẻ
- Campionato Nazionale Dante Berretti
  - Vô địch (1): 2011–12
- Campionato Allievi Nazionali
  - Vô địch (1): 2011–12
- Supercoppa Allievi
  - Vô địch (1): 2011–12